# Navatalgordo
Navatalgordo è un comune spagnolo di 233 abitanti situato nella comunità autonoma di Castiglia e León.